# Nino
Nino (georgiska: ნინო) är ett georgiskt kvinnonamn. Namnets innebörd är okänd, men det kommer möjligen från babylonsk och assyrisk fruktbarhetsgudinna, senare identifierad som Ishtar, som var den antika staden Nineves beskyddare. Namnet är populärt i Georgien på grund av ett gammalt georgiskt helgon, Sankt Nino. Namnet angliseras ofta till Nina, ett namn som har flera betydelser. Namnet är i dag Georgiens vanligaste kvinnonamn med 95 102 bärare (2010).

## Kända personer
- Nino Ananiasjvili – georgisk prima ballerina
- Nino Burdzjanadze – politiker, före detta talman i det georgiska parlamentet
- Nino Katamadze – georgisk jazzsångerska
- Nino Ramsby – svensk musiker
- Nino Rota – italiensk kompositör
- Nino Hellberg Håkansson – svensk kompositör